# Hôtel Lespinay-de-Beaumont
 (novembre 2020).
Si vous disposez d'ouvrages ou d'articles de référence ou si vous connaissez des sites web de qualité traitant du thème abordé ici, merci de compléter l'article en donnant les références utiles à sa vérifiabilité et en les liant à la section « Notes et références ».
L'hôtel de Lespinay-de-Beaumont est un ancien hôtel particulier aristocratique, transformé en usine puis réhabilité en immeuble d'habitation, situé à Fontenay-le-Comte, en France.

## Localisation
L'immeuble est situé à Fontenay-le-Comte, en Vendée.
Son emplacement est au 1, impasse Eugène-de-Mouillebert. Son adresse « commerciale » au temps de l'usage industriel était le 1, place du Puits-de-La-Vau.
L’immeuble est au pied d'une motte féodale, siège de nombreux fiefs, au cœur du quartier des Illustres de la Renaissance, adossé aux fortifications (une tour de l'enceinte de la ville du XIIIe siècle, dite « tour de Mme Parmier », est incluse dans la propriété). Il se situe à la convergence des rues historiques (Pierre-Brissot, du Puits-de-la-Vau, du Temple, [du jeu] de la Paume devenue impasse Eugène-de-Mouillebert), et à côté du puits de la « vallée » (vau en ancien français) que forme le lit du ruisseau du Bédouard, se déversant en direction de la grande fontaine des Quatre-Tias et de la Vendée par les rues Goupilleau et de la Harpe. Le sillon du Bédouard est le marqueur géologique la ville de Fontenay-le-Comte.

## Description
Le gros-œuvre de cet hôtel particulier a été achevé en 1784 (cartouche sur le mur d'acrotère arrière), à l'emplacement de l'ancien hôtel de La Vau, dont subsistent peut-être des éléments d'un escalier en vis du XVIe siècle, siège d'une importante seigneurie intra-muros.
Cet immeuble marque une rupture avec son quartier. À un parcellaire laniéré de petites maisons de moellons, aux toits de tuiles, le commanditaire a entendu opposer un nouvel ordre : l’ordre colossal.
L’architecte va se jouer des contraintes et perspectives pour mettre en valeur une façade puissante et masculine, dans un quartier exigu, tout en masquant l'imposante toiture en pavillon recouverte d'ardoises.
Composé d'un corps de bâtiment principal cubique et, à l'arrière, de deux ailes de commun de part et d'autre d'une cour, couvert d'un toit en ardoise et bâti en blocs de calcaire et de pierres de taille, cette construction impressionne et affiche un goût versaillais.
La façade traduit l’ordonnancement originel de l’immeuble : un rez-de-chaussée technique (circulations, cuisine, loges), des étages nobles de réception au 1er et privé au 2e encadrés par les pilastres corniers, des loges de domestiques en attique. Probablement en raison de la Révolution, le motif à la base du toit (support des armoiries des commanditaires) n'a pas été sculpté par souci de ne pas montrer ostensiblement sa noblesse.
À l’origine, au rez-de-chaussée, une seule porte cochère permet de pénétrer à l’intérieur, à cheval sans descendre de sa monture ou en carrosse. Les deux portes latérales seront percées progressivement au cours du XXe siècle en remplacement de fenêtres à barreaux.

## Historique

### Un immeuble aristocratique

#### Les commanditaires
Louis-Gabriel de Lespinay, seigneur de Beaumont, du Pally, de la Vrignonnière, Bouillé, Fief-Fournet, Fief des Forges, les Petits-Doits, la Chauvetière, etc., est né aux Essarts le 19 octobre 1728. Il est issu d’une lignée aristocratique qui tire son nom du domaine seigneurial de l'Espinay situé à Plessé, en Loire-Atlantique. Il est reçu page du roi, dans sa grande écurie, le 18 mars 1744.
Il épouse à Bouillé le 24 juillet 1758 Louise Suzanne d’Appelvoisin, née en 1737, dame de Bouillé.
Le 18 juin 1776, au nom de son épouse, il rend aveu, foi et hommage au roi, du fief de La Vau. Ils décident alors de rebâtir intégralement un nouvel hôtel à la place de l’Hôtel de la Vau.
Lorsqu’il s’installe dans l’immeuble à 56 ans avec sa famille, c’est pour y vivre paisiblement en hiver et recevoir lors de leur mariage. En été, ils séjournent au château de Bouillé (détruit depuis, situé à Bouillé-Courdault).
Dans leur fuite face aux Républicains qui les avaient emprisonnés à Fontenay-le-Comte, la Révolution les fauche lors de la Virée de Galerne en novembre et décembre 1793 à Dol-de-Bretagne.
Confisqué comme bien national, l’immeuble sert de logement aux représentants en mission et aux généraux. Ceux-ci n’hésitent pas à se servir et piller, donnant lieu à une protestation du conseil municipal le 26 août 1793 contre l’attitude du général Jean-Antoine Rossignol. Enfin, à partir de février 1794, il est réquisitionné et sert d'hôpital pour les prisonniers malades.

#### Les héritiers
A la fin des troubles révolutionnaires, en 1802, c’est leur fille Marie Louise Henriette et son époux et cousin germain Armand François de Lespinay de Beaumont qui reprennent possession de l’immeuble, menant une vie honorable et pieuse jusqu’à leur mort.

#### Les successeurs
En 1846, Armand François de Lespinay de Beaumont lègue l’immeuble à son voisin, Victor de Rorthais de Monbail. Des travaux ont lieu dans l’Hôtel en 1847. L’immeuble est alors appelé par la famille « Le Grand Maison ». Transmis à sa fille Marie Adélaïde de Rorthais de Monbail, elle le lègue en 1922 à sa nièce Anne Marie Louise, épouse du Vicomte Gilles Noël Marie de Maupeou d'Ableiges, capitaine de vaisseau. Ils décident de le revendre immédiatement.

### Une usine … des usines

#### Les Cycles et motos Guiller[8]
Après une première tentative d’industrialisation avec un boulanger et un pâtissier en 1922, l’immeuble est acquis en 1925 par la société Guiller frères. La société assemble des vélos puis des motocycles et a besoin de place pour assurer son développement. Elle sera le 5e constructeur national et exportera sa production.
L’immeuble est profondément transformé avec de nouveaux ateliers, des chaines de montage, des dalles béton le meurtrissant.
Commercialisant sa production sous les marques Origan, Guiller, Aquitania, Confiance, Atlas et Mectoub (marques pour l’Afrique), Diabolo et Condor (marques pour l’Amérique), The Kid, Reman, Bervil’s, etc., elle se scinde en deux entités dont la Société René Guiller. A la liquidation judiciaire de cette dernière en 1957, l’immeuble est mis en vente par adjudications.

#### Les Transformateurs BC, SOTELEC et Guy-Biraud
Après surenchère, c’est l’industriel vendéen Guy-Biraud qui remporte l’immeuble pour 13 200 NF. Il y installe immédiatement son second site de production de la Société des transformateurs BC, qui l’occupera pendant plus de 10 ans avant de rejoindre le nouveau site de l’Usine étoile imaginée par Georges Mathieu.
Il y développera différentes sociétés, comme la société de tôlerie électronique SOTELEC ou de vente de mini serres.
Pendant 30 ans, il sauve, remet en état et collectionne ce qui a trait à la communication avec comme spécialité les appareils de physique, la T.S.F., la radio, la télévision, etc. Mais aussi les véhicules qu’il expose dans l’immeuble au départ de l’usine. Son épouse, y donne des cours de danse à la place de la chaine de production des motos.
Il protège l’immeuble en l’inscrivant à l’inventaire supplémentaire des monuments historiques et en le résidentialisant.
A la fin de sa vie, il rédigera plusieurs ouvrages sur ses collections et son enfance.
L'édifice est inscrit au titre des monuments historiques en 1977.

### Une réhabilitation loi Malraux
Fin décembre 1999, l’immeuble est racheté par un promoteur qui le met en copropriété pour le revendre par plateaux à des investisseurs. Cette opération s’inscrit dans le cadre du dispositif de défiscalisation de la loi Malraux visant à conserver et réhabiliter en habitat des immeubles anciens remarquables.
Les travaux permettent de 2000 à 2003, sur les 2 000 m2 de surface, d’aménager treize appartements aux normes de confort contemporain tout en offrant un cadre de vie exceptionnel[passage promotionnel].
Le syndicat des copropriétaires est actuellement représenté par un syndic bénévole.
L’immeuble est accessible aux visites lors des journées européennes du patrimoine et dans le cadre de la programmation de Fontenay, ville d’art et d’histoire.